# Igreja do Recolhimento de Santa Maria Madalena (Vila do Porto)

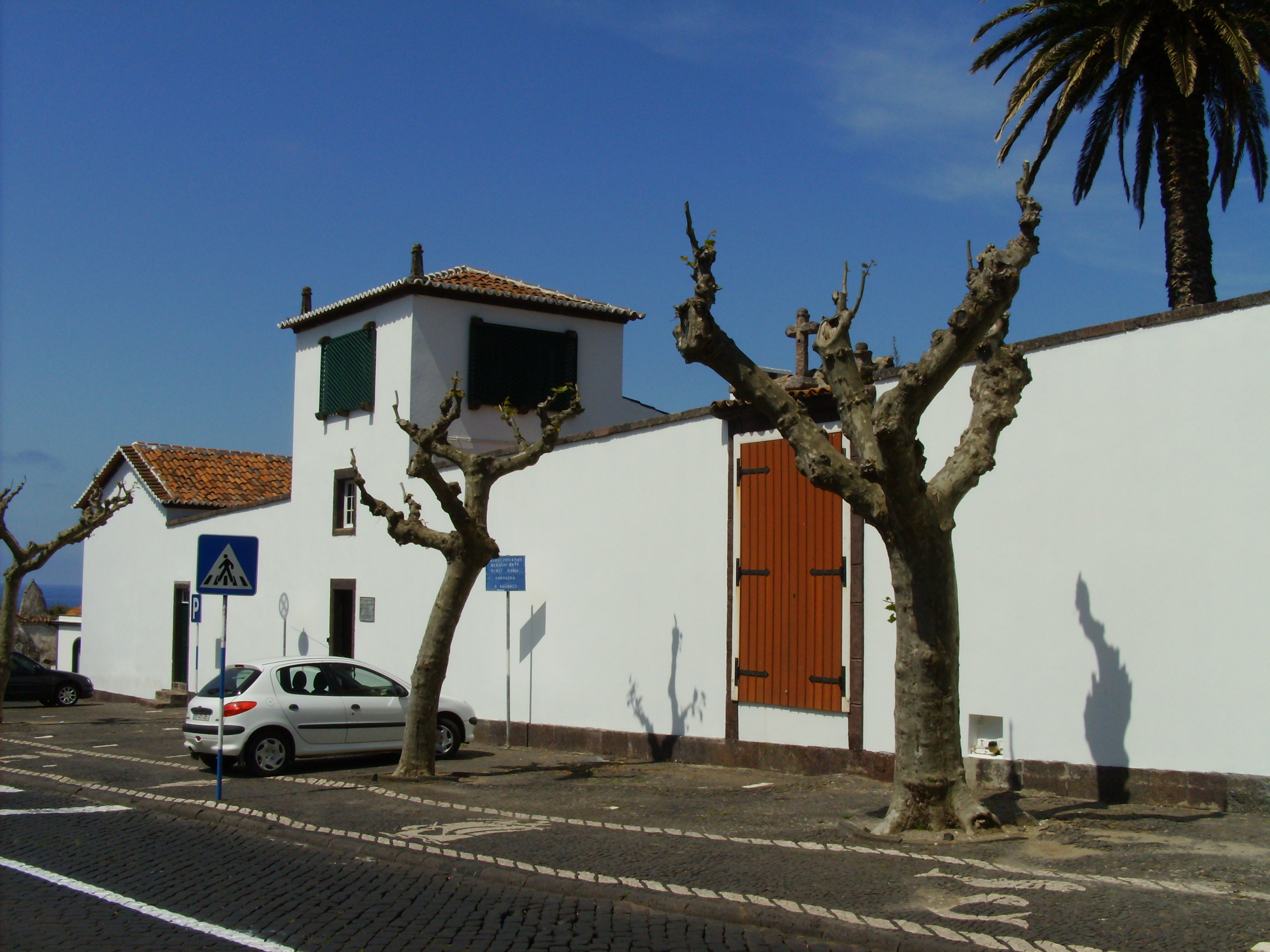
Recolhimento de Santa Maria Madalena.

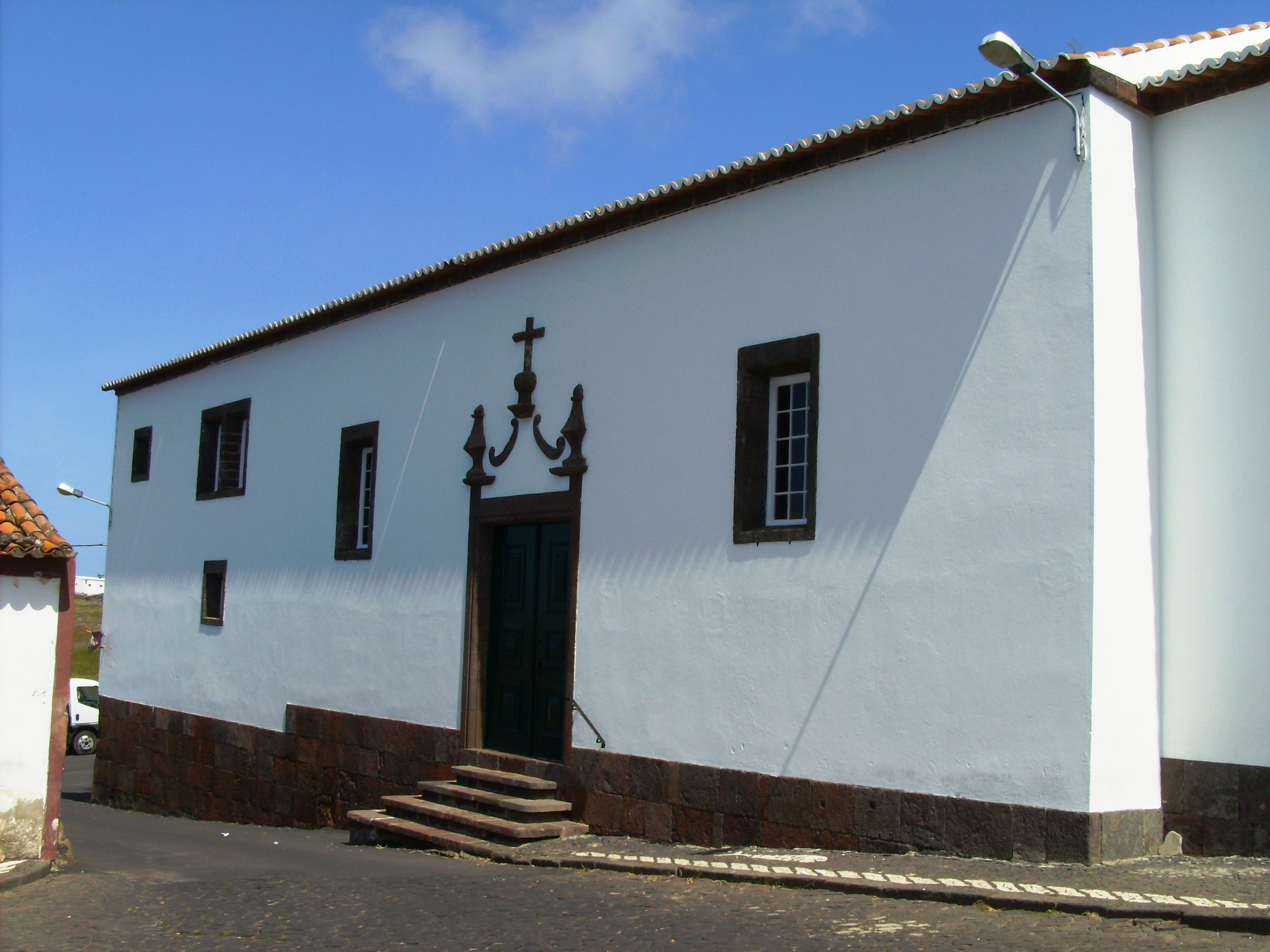
Lateral esquerda.

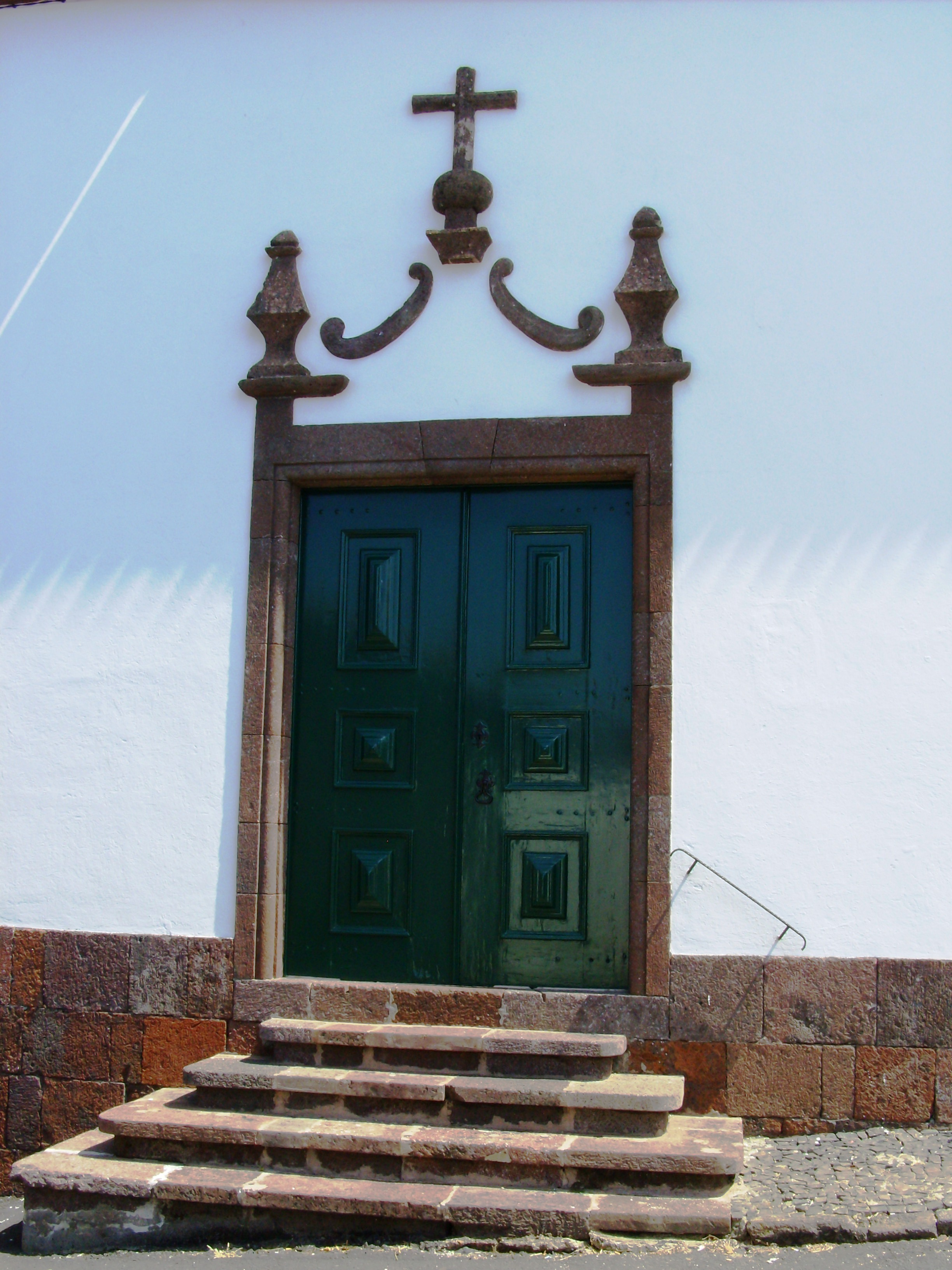
Porta exterior (detalhe).

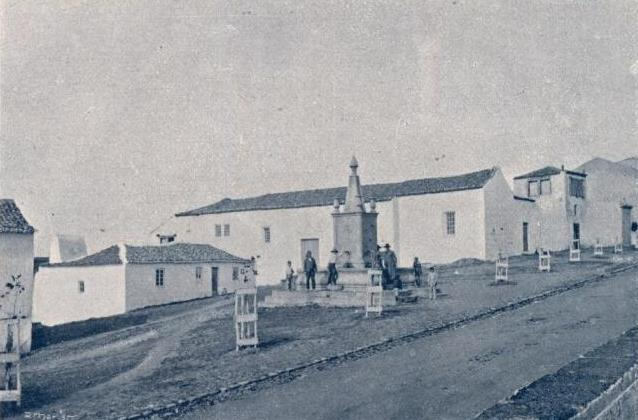
Recolhimento de Santa Maria Madalena (Álbum Açoriano, 1903).

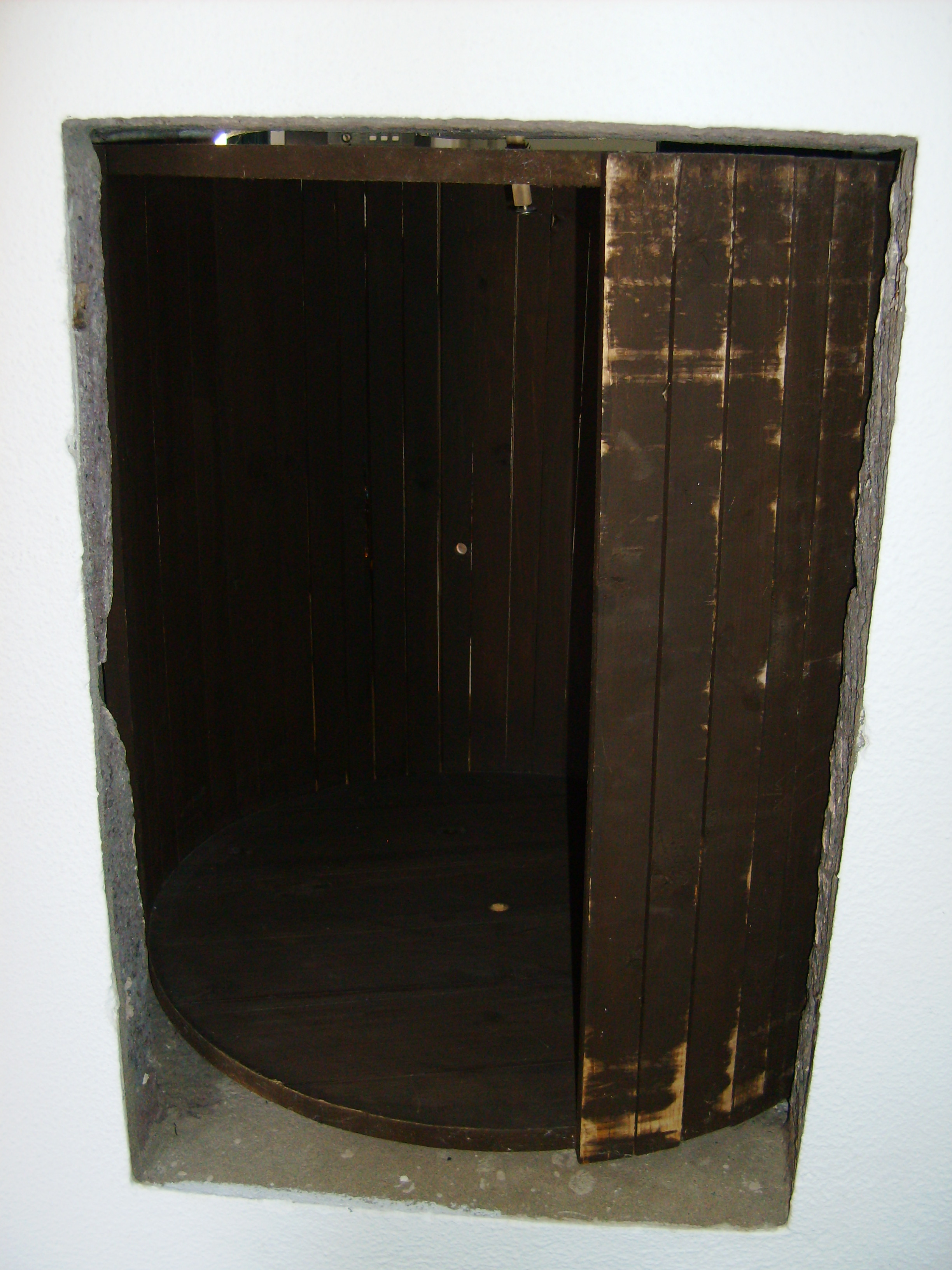
Roda dos expostos.

A Igreja do Recolhimento de Santa Maria Madalena, também referida como Capela de Santa Maria Madalena ou Capela de Nossa Senhora das Dores, localiza-se na freguesia da Vila do Porto, concelho da Vila do Porto, na ilha de Santa Maria, nos Açores.

## História
O convento foi instituído em 3 de fevereiro de 1594, pelo padre Manuel Curvelo de Resende que, juntamente com seus irmãos e cunhados - João Tomé Velho e sua esposa, Camila de Resende, Nuno Curvelo e Catarina Fernandes, Maria de Sousa, viúva de Filipe Jácome, e Cristóvão Vaz Faleiro - decidiram instituir na vila um convento da Ordem das Clarissas, tendo como orago Santa Maria Madalena. Destinava-se a internar as filhas dos instituidores, sobrinhas do padre Resende.
Nele destaca-se a capela, onde foi celebrada missa, pela primeira vez, em 18 de abril de 1600. Em 1604, no dia de Santa Maria Madalena, deram entrada no recolhimento as filhas dos fundadores.
Em 15 de novembro de 1612, o padre Curvelo foi ao Continente para obter o Breve de Sua Santidade que permitiria ao convento tornar-se clausura das Clarissas. Contraiu peste entretanto, vindo a falecer em Almada, e deixando ao Convento em testamento os seus bens.
Quando do ataque dos piratas da Barbária em junho de 1616, o primitivo convento foi também incendiado, ficando reduzido a um modesto oratório que durante muitos anos ficou a pertencer à Ordem de Santa Clara. Neste ataque terá se perdido o Breve Pontifício obtido pelo fundador.
Em 1669, o capitão António Curvelo de Resende reedificou a igreja e o recolhimento, assim como a capela-mor e a sacristia e reivindicou as terras das courelas que haviam sido aforadas desde 1649. Na gestão deste padroeiro, o Recolhimento foi visitado pelo então bispo da Diocese de Angra, D. Frei Lourenço de Castro.
Uma vez que era de natureza rudimentar, o bispo de Angra, por Alvará de 14 de maio de 1691, determinou a sua restauração e a execução do altar-mor.
Encontra-se referida por MONTE ALVERNE (1986) ao final do século XVII.
Durante a gestão do padre António Curvelo Delgado, cavaleiro professo da Ordem de Cristo, procedeu-se ao aumento do retábulo da capela-mor, fez-se um camarim para o Santíssimo Sacramento, uma escritura para terem sacrário no Recolhimento (datada de 2 de outubro de 1717), ergueu-se a torre sineira e obtiveram-se dois sinos para a mesma, bem como dois palratórios para, pelas suas grades, as recolhidas poderem ver as procissões.
Na gestão de Inácio Manuel de Sousa de Resende, em 1801 foram destinados recursos para trabalhos de pintura e douramento do altar-mor e do de São João Nepomuceno. Estes, entretanto, apenas foram procedidos em 1841, procedendo-se ainda a pintura do restante da igreja.
Em 1938 a instituição obteve estatutos aprovados pelo Governador Civil de Ponta Delgada, com o título de "Asilo de Santa Maria Magdalena" com os quais atualmente se rege.
Do primitivo convento não nos resta nenhum elemento arquitectónico do século XVI. Chegou-nos, além da igreja, a torre da portaria, dado que o conjunto sofreu diversas alterações ao longo dos séculos. Era neste convento que se localizava outrora a "roda dos órfãos" ou "roda dos expostos".

## Devassa dos Tabacos
Sob o reinado de Maria I de Portugal, teve lugar uma devassa efetuada pelo Juiz Conservador dos Tabacos e Saboarias da Ilha de Santa Maria, em 1793, acerca do contrabando de tabaco que se praticava nos três Recolhimentos de Vila do Porto (Nossa Senhora da Conceição, Santo António e Santa Maria Madalena). A soberana ordenou aquele funcionário que admoestasse as regentes dos três Recolhimentos, advertindo-as que cada uma vigiasse e coibisse tal prática que classificava de "prejudicial" e "pecaminosa", sob pena de castigos.

## Padroado do Recolhimento de Santa Maria Madalena
Ao longo da sua história, os padroeiros do Recolhimento foram:
1. Padre Manuel Curvelo de Resende (fundador);
2. António Curvelo de Resende
3. Padre João de Sousa de Resende
4. Padre João de Sousa de Resende (sobrinho)
5. Inácio de Sousa Resende (expulso por improbidade administrativa e substituído pelo)
6. Capitão António Curvelo de Resende (que entretanto retornara de serviço no Estado do Maranhão)
7. Padre António Curvelo Delgado
8. Manuel de Sousa de Resende
9. Manuel José Jácome
10. Inácio Manuel de Sousa de Resende
11. Antónia Isabel Cândida de Sousa (afastada por improbidade administrativa e substituída interinamente pelo Capitão Francisco Xavier da Câmara Puim)
12. Francisco Afonso da Costa Chaves e Melo (que nomeou como procurador a Alexandre José de Barros, a quem se seguiu Joaquim Fernandes Monteiro Velho de Bettencourt e, posteriormente, António Lúcio Pinto)
13. José Monteiro de Bettencourt
14. Eugénio Muniz da Ponte
15. José Urbano de Chaves Cabral
16. Padre Joaquim de Chaves Cabral

## Características
O interior da igreja apresenta nave única com capela-mor retangular, separada desta por um arco de volta perfeita em pedra em cujas ombreiras se salientam simulações de cunhais apilastrados, com bases comuns e capitéis. O extradorso do fecho do arco tem um brasão em pedra com um cálice em relevo.
Ao fundo da capela-mor da invocação de Santa Maria Madalena, encontra-se um retábulo colorido. O corpo da nave tem dois altares de canto, junto ao arco, do lado do Evangelho o de São João Nepomuceno e do lado da Epístola o de Nossa Senhora das Dores, e um púlpito em madeira (do lado do evangelho) com escadas e dossel no estilo rococó. No extremo oposto situam-se os coros (alto e baixo) separados da nave por uma malha em ripado de madeira formando uma espécie de trevo, singular por ser uma peça inteiriça, englobando os dois pavimentos. Existem dois altares no coro-baixo.
Na sacristia, com entrada pela capela-mor do lado do evangelho, encontram-se um arcaz em madeira e um lavabo, em pedra, com pia oval encimada por elementos decorativos com enrolamentos rematados por uma concha.
No corpo torreado existe uma inscrição que reza: "RECOLHIMENTO DE / SANTA MARIA MADALENA / FUNDADO EM 1594 / INSTITUIÇÃO PARTICULAR / DE SOLIDARIEDADE SOCIAL / FUNDADA EM 1937"